# Challenge du Prince
Die Challenge du Prince (auch Le Challenge du Prince Héritier Moulay El Hassan) ist eine Serie von drei Radsport-Eintagesrennen in Marokko, die zu Ehren des Geburtstags des marokkanischen Thronfolgers Moulay Hassan (* 8. Mai 2003) stattfindet. Die Rennserie wird seit 2010 jährlich Anfang Mai rund um die Städte Rabat und Meknès ausgetragen und umfasst die Trophée Princier, die Trophée de l´Anniversaire und die Trophée de la Maison Royale. Der königlich-marokkanische Radsportverband FRMC ist Ausrichter des Wettbewerbs. Die drei Rennen der Challenge du Prince sind jeweils Teil der UCI Africa Tour in der Kategorie 1.2, Mannschaften auch aus Europa, Asien oder Amerika nehmen teil. In den Jahren 2020 und 2021 musste die Veranstaltung wegen der COVID-19-Pandemie ausfallen. 2022 wurden die Rennen im November gestartet.

## Sieger

### Trophée Princier
- 2022:  Achraf Ed Doghmy
- 2019:  Jayde Julius
- 2018: nicht ausgetragen
- 2017:  Thomas Vaubourzeix
- 2016:  Thomas Vaubourzeix
- 2015:  Salaheddine Mraouni
- 2014:  Abdelatif Saadoune
- 2013:  Adil Jelloul
- 2012:  Tarik Chaoufi
- 2011:  Azzedine Lagab
- 2010:  Roberto Richeze

### Trophée de l´Anniversaire
- 2022:  Nasser Eddine Maatougui
- 2019:  Youcef Reguigui
- 2018: nicht ausgetragen
- 2017:  Umberto Marengo
- 2016:  Soufiane Sahbaoui
- 2015:  Essaïd Abelouache
- 2014:  Mouhssine Lahsaïn
- 2013:  Rafaâ Chtioui
- 2012:  Reda Aadel
- 2011:  Volodymyr Bileka
- 2010:  Mohammed Said El Ammoury

### Trophée de la Maison Royale
- 2022:  Adil El Arbaoui
- 2019:  Youcef Reguigui
- 2018: nicht ausgetragen
- 2017:  Ahmed Amine Galdoune
- 2016:  Mouhssine Lahsaïn
- 2015:  Anass Ait el Abdia
- 2014:  Tarik Chaoufi
- 2013:  Maher Hasnaoui
- 2012:  Abdelatif Saadoune
- 2011:  Vladislav Borisov
- 2010:  Adriano Angeloni